# SEMA5A
SEMA5A‏ (Semaphorin 5A) هوَ بروتين يُشَفر بواسطة جين SEMA5A في الإنسان.